# Sverker Johansson
Lars Sverker Johansson (26 de mayo de 1961, Lund, Suecia)es un físico, lingüista y autor sueco que ha proporcionado varios millones de artículos automatizados a la Wikipedia por medio de un bot de su creación llamado Lsjbot. Por este motivo, Johansson es considerado el autor más prolífico de Wikipedia.

## Biografía
Johansson se doctoró en 1990 con una tesis en física de partículas sobre la producción de pares μμ y eμ, en el experimento HELIOS en el colisionador SPS, así como el desarrollo de software para el experimento DELPHI en el colisionador LEP, ambos experimentos en el CERN. Desde entonces, ha estado activo como investigador en varios campos, principalmente en física de partículas con el experimento AMANDA sobre neutrinos, pero también en lingüística en el área del origen de las lenguas. 
Durante su carrera trabajó principalmente en la Universidad de Jönköping, donde fue profesor de física, adscrito a la formación docente. Entre 2003 y 2014 fue director ejecutivo adjunto de la Escuela de Aprendizaje y Comunicación. Johansson también ha publicado artículos que examinan el creacionismo y el diseño inteligente basados en un punto de vista científico. Es director de la Oficina de Educación e Investigación de la Universidad de Dalarna desde principios de 2014, donde también forma parte del equipo de gestión de la escuela. En 2020publicó un libro titulado En busca del origen del lenguaje.

## Wikipedia
Johansson ya había estado activo en Wikipedia durante varios años, cuando comenzó la producción masiva de artículos con la ayuda de un bot que escribió, llamado Lsjbot. Lsjbot ha creado más de un millón de artículos sobre especies de plantas y animales, que también se presentan en diferentes versiones lingüísticas. En total, el bot y Johansson juntos crearon alrededor de 10.000 artículos por día durante su periodo activo.Los artículos se han producido principalmente para la Wikipedia en sueco y para la Wikipedia en cebuano. La comunidad de Wikipedia en sueco decidió prescindir de Lsjbot en 2020. Según Johansson, preocupaban cuestiones como la calidad de los textos y los criterios de relevancia de los artículos.
En 2014, lanzó un nuevo proyecto de creación de artículos, con el objetivo de producir artículos básicos sobre todas las ubicaciones geográficas del mundo. Como resultado (hasta 2017), se han creado más de dos millones de artículos para la versión de Wikipedia en sueco y aún más en la versión en cebuano.

## Publicaciones
- Johansson, Sverker (1990) (en inglés). A study of μμ and eμ-pairs produced in 450 GeV/c p-Be-collisions in HELIOS, and software development for DELPHI. Lund: Univ.
- Johansson, Sverker (2004). Från ostkupan till den stora smällen. Jönköping: Jönköping University Press.
- Johansson, Sverker (2005) (en inglés). «Origins of language: constraints on hypotheses.» Converging evidence in language and communication research, 1566-7774; 5. Ámsterdam: John Benjamins Pub. En busca del origen del lenguaje. Dónde, Cuándo y por qué el ser humano empezó a hablar, Editorial Ariel, 2021, Traducción de Neila García
- Östklint, Olle; Johansson Sverker, Anderberg Elsie (2012). Fysik för lärare (1. uppl.). Lund: Studentlitteratur.